# Árbitros de la Primera División de Argentina
Los árbitros de la Primera División de Argentina de fútbol constituyen un plantel de alrededor de veinticinco colegiados, de los cuales entre quince y veinte lo hacen de manera regular, teniendo el resto más participación en la segunda categoría, la Primera B Nacional. Diez de ellos integran la nómina de árbitros internacionales, de la FIFA.
Su actividad está regulada por el Colegio de Árbitros, órgano miembro del ente rector, que es el encargado de organizar y supervisar el funcionamiento de la Escuela de Árbitros; proponer al Comité Ejecutivo la incorporación y designación de los árbitros; clasificar a los árbitros por categorías, promoverlos, relegarlos o excluirlos; supervisar la actuación y cumplimiento de las disposiciones reglamentarias; designar a los árbitros, veedores y asistentes para los partidos que se disputen en jurisdicción de la AFA; difundir las leyes que rigen el juego.

## Árbitros destacados

### Comienzo y primer mundial
A lo largo de la historia del fútbol profesional, la Argentina ha tenido árbitros que se han destacado en el plano local como en el ámbito internacional. El primer colegiado argentino en sobresalir en el exterior fue Bartolomé Macías, quien fue designado como árbitro para Uruguay 1930, siendo en consecuencia el primer árbitro de ese país en un mundial, arbitrando dos encuentros en dicha competición (y uno más como asistente). Además, Macías, ostenta un récord que aún hoy en día está vigente: es el referí que más encuentros dirigió en una Copa América, con 25, quién también mostró la primera tarjeta roja de la copa. Tras 432 partidos arbitrados en la Primera División, se retiró en el año 1949.

### Los sesenta y el inicio de la Copa Libertadores de América
Casi treinta años más tarde, Ángel Norberto Coerezza se destacó también al ser designado dos veces como árbitro en un Copa del Mundo, siendo récord entre los argentinos. Participó en México 1970 y Argentina 1978, entre los cuales disputó tres partidos, entre ellos uno como asistente y en su tierra natal, el cotejo inaugural. Además, fue reconocido por su participación en las primeras Copa Libertadores de América. En esa época de los 60, hubo otro dos colegiados que tomaron notoriedad. Uno fue José Luis Praddaude, que arbitró algunas finales de la copa, como las de 1960 —la primera— y las de 1961. El segundo, más recordado por su particular estilo, fue Guillermo Nimo, que tras culminar su carrera en 1970, se volcó para el lado mediático y periodístico.
En 1972, debutó en Primera División el árbitro Jorge Eduardo Romero, quien es el que más dirigió en dicha categoría hasta la actualidad, con 602 cotejos en diecisiete temporadas consecutivas en la élite hasta su retiro en 1990. A pesar de que no fue designado para un mundial —su máximo torneo fueron los Juegos Olímpicos de Los Ángeles 1984— fue destacado debido a su basta trayectoria en el ambiente futbolístico.

### Años noventa
En 1990, hubo varios árbitros que sobresalieron en esta gran época del fútbol argentino.[cita requerida] Uno es el caso de Juan Carlos Loustau, padre del también árbitro Patricio Loustau, que participó en Italia 1990, arbitrando hasta los octavos de final. Entre medio, fue designado para las Copa América 1989 y 1991. Su basta carrera contó con un reconocimiento internacional, al ser nombrado como segundo mejor árbitro del mundo según la IFFHS.
Por otro lado, Javier Castrilli también dejó su sello en el arbitraje del fútbol argentino. Apodado como «el Sheriff», Castrilli comenzó en la Primera División en el año 1991. Reconocido por "cumplir con el reglamento a rajatabla", tuvo una carrera con varias polémicas. El 10 de mayo de 1992, en el estadio Monumetal, expulsó a cuatro jugadores locales y a su entrenador, Daniel Passarella, siendo tres de esas expulsiones en una misma jugada. Ese día el local, River Plate cayó por cinco a cero con Newell's.
Un año más tarde, en un Talleres-River, el árbitro también quedó envuelto en polémica. Castrilli llevó al extremo el aspecto disciplinario, hasta dejar a Talleres de Córdoba —que se jugaba el descenso— con sólo seis jugadores. El partido se suspendió por inferioridad numérica, como así lo expresa el reglamento. Saltaron aficionados al campo y el caso llegó más allá de la justicia ordinaria, hasta el punto de que el por entonces presidente argentino, Carlos Menem tuvo que mediar en la causa. Inmortalizó la frase «el reglamento hay que aplicarlo siempre», hecho que caracterizó siempre su estilo inflexible y estricto. En sus primeros seis superclásicos, amonestó a 49 jugadores y expulsó a 16. Fue designado para Francia 1998, siendo éste el umbral de su carrera, ya que al año se retiró, tras algunos conflictos con la AFA.
Con un estilo muy diferente al de Castrilli, durante los noventa, también se destacó Francisco Lamolina, que al igual que Loustau, tiene un hijo en la misma profesión que actualmente arbitra en la Primera y la Segunda División, Nicolás Lamolina. «Pancho», que fue el representante argentino en Estados Unidos 1994, marcó una nueva forma de dirigir, que se simbolizaba en la frase que lo caracterizó «siga, siga» (haciendo alusión a la ley de ventaja en el juego). Tras retirarse, en 1999, siguió ligado al fútbol y más precisamente al Colegio de Árbitros, hasta 2013, que dejó el cargo.

### Destacados del nuevo siglo
Tras el retiro de varios de los árbitros, a comienzos de los 2000 se fue renovando el plantel con otros que fueron teniendo más presencia.[cita requerida] Para la Copa Mundial de la FIFA Corea-Japón 2002 el elegido fue Ángel Sánchez, quien arbitró dos partidos en primera ronda. Participó en la Copa América 2001 y en la Copa Mundial de Fútbol Sub-20 Nigeria 1999, donde arbitró la final. Entre torneos locales, internacionales, y copas, dirigió casi 600 cotejos.
Es de destacar también la carrera del árbitro asistente Hernán Maidana, que estuvo presente en muchos torneos importantes. Fue asistente de Baldassi en los Juegos Olímpicos de Beijing 2008 y en Sudáfrica 2010, compartiendo terna con Ricardo Casas. Luego, fue asistente de Diego Abal en la Copa Confederaciones 2013 junto a Juan Pablo Belatti, que también lo acompañó en otro mundial, Brasil 2014, esta vez con Pitana como principal referí. Participó además en dos Copa América —2011 y 2015— y en varias finales internacionales. A su vez, en mayo de 2016, fue designado para arbitrar junto a Pitana y Belatti nuevamente, para el torneo masculino de Río 2016. En Rusia, estuvo en su tercer mundial, otra vez junto a Pitana y Belatti.
Tras el retiro de Elizondo, Héctor Baldassi quedó como el principal referente junto a Sergio Pezzotta, quien estuvo en las Copa América 2007 y 2011. El cordobés, fue seleccionado para la Copa Mundial de la FIFA Sudáfrica 2010, tras una buena participación en los Juegos Olímpicos de Beijing 2008. Durante la copa estuvo en cuatro partidos, de los que manifestó que «el balance ha sido el mejor. Hemos sido felicitados por la FIFA por nuestra muy buena tarea, que fue de menor a mayor. Yo volví contento por dejar bien parado al arbitraje argentino». Tras retirarse el 4 de diciembre de 2011, Baldassi inició su carrera política a través del partido PRO, y obtuvo una banca de diputado nacional.

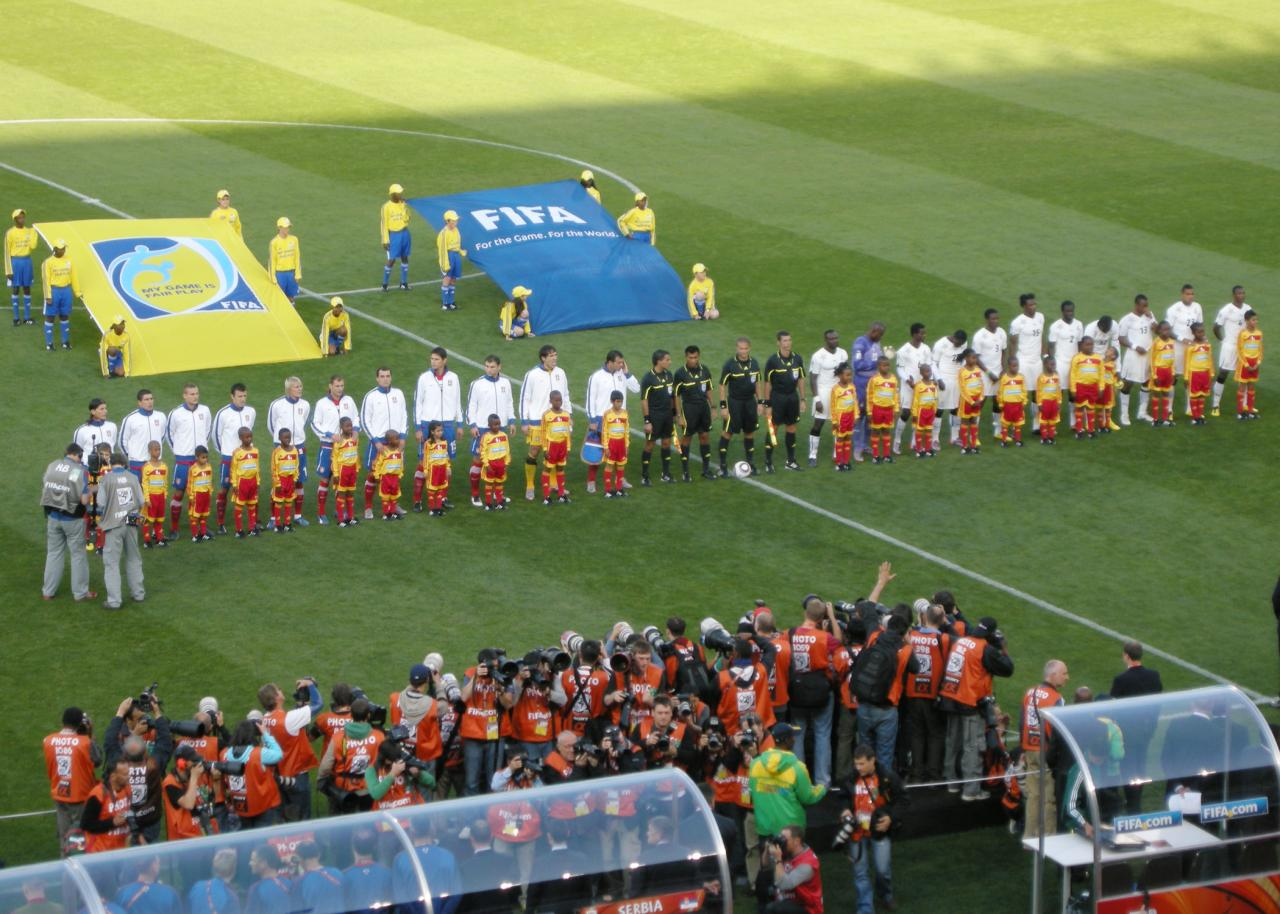
Cuaterna compuesta por Maidana, Casas y Baldassi, durante Sudáfrica 2010.

### Horacio Elizondo: partido inaugural y final en Alemania 2006
Considerado para la IFFHS como el 14.º mejor árbitro del mundo durante la primera década del siglo XXI —mejor posicionado de su país—, Horacio Elizondo es uno de mayores exponentes del arbitraje nacional. Seleccionado para Alemania 2006, fue el encargado de arbitrar el partido inaugural entre alemanes y costarricenses. Ante su gran nivel, la FIFA continuó designándolo en partidos importantes durante la copa, que lo llevó a ser el primer argentino en estar en una final de un mundial como árbitro principal. Tras la victoria de italianos sobre franceses en tanda de penales por 5:3 (tras empatar 1:1), Elizondo se convirtió en el segundo colegiado en la historia en arbitrar el primer y el último partido en una Copa del Mundo.
Elizondo, durante la final, tuvo un sobrio arbitraje. A los siete minutos, marcó un penal para Francia, tras ser Florent Malouda derribado en el área por Marco Materazzi. Zinedine Zidane, picando el balón, puso en ventaja a los franceses. Minutos más tarde, a los 17', un córner de Pirlo sería respondido con un cabezazo de Materazzi que clavaría el balón en el arco de Fabien Barthez, igualando el marcador que no se movió, obligando a una serie de penales. Sin embargo, una jugada que se dio a los 110' —quizás una de las jugadas más recordadas en la historia de los mundiales—, lo llevó a primera plana: el capitán francés golpeó a Materazzi a través de un cabezazo en el pecho del italiano, que él no vio, pero sí lo hizo el cuarto árbitro, el español Luis Medina Cantalejo. Elizondo, al ser notificado por Medina Cantalejo de la situación, expulsó al astro francés Zidane del partido en lo que había anunciado sería su último partido de su carrera profesional. A pesar de las acusaciones de haberse apoyado en la tecnología para la resolución de esa jugada, tanto él como el español siempre lo negaron.
Elizondo, junto a los asistentes Rossi y Ratalino y Claudio Martín —de cuarto árbitro—, fueron durante las Eliminatorias para Corea-Japón 2002 el primer equipo arbitral en la historia que, siendo sudamericanos, dirigieron eliminatorias en Europa. El partido correspondiente fue en España contra Austria, que culminó con un 3:0 a favor de los españoles, en el estadio Mestalla de Valencia. Según sus propios dichos, para ellos fue una «experiencia fue muy fuerte y para el mundo del arbitraje quedó en la historia». En diciembre de 2006, el colegiado dirigió en La Bombonera su último partido, que culminó con una carrera de 1600 partidos nacionales (incluyendo categorías del ascenso), 150 internacionales, 11 superclásicos, 3 finales de Libertadores entre otros cotejos destacables.  Luego, continuó ligado al fútbol y a al arbitraje, desde la instrucción hasta el periodismo. 
| 9 de julio de 2006, 20:00 | Italia                                            | 1:1 (1:1) (t. s.)(5:3 p.)  | Francia                               | Estadio Olímpico, Berlín                                     |                                                              |
| | Materazzi 18'                                     | Reporte                    | Zidane 7' (pen.)                      | Asistencia: 69.000 espectadores Árbitro(s): Horacio Elizondo | Asistencia: 69.000 espectadores Árbitro(s): Horacio Elizondo |
| |                                                   | Tiros desde el punto penal |                                       |                                                              |                                                              |
| | Pirlo · Materazzi · De Rossi · Del Piero · Grosso |                            | Wiltord · Trezeguet · Abidal · Sagnol |                                                              |                                                              |
| El argentino Horacio Elizondo es el primer árbitro en dirigir el partido inaugural y la final de un mismo Mundial. Segunda final que termina en empate y se define en los penales. Italia consigue su cuarto título después de 24 años, extrañamente igual que Brasil (1970-1994) y posteriormente Alemania (1990-2014). |                                                   |                            |                                       |                                                              |                                                              |

### Doce años después, Pitana repite el logro de Elizondo

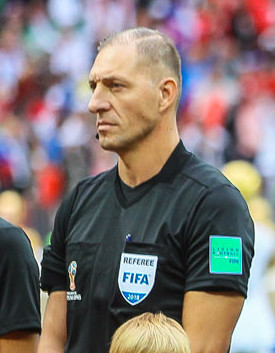
Pitana, mundialista dos veces, durante el partido inaugural de Rusia 2018

Néstor Pitana es el árbitro mejor posicionado del país, logrando estar en cuatro partidos en Brasil 2014. Uno año más tarde, fue designado también para la Copa América Chile 2015, en el cual entre otros partidos, arbitró el partido inaugural. Hoy en día, es el preseleccionado de la FIFA como representante argentino en la Copa Mundial de la FIFA Rusia 2018. Tras asistir a varios seminarios dictados por la asociación rectora del fútbol mundial, el 2 de mayo de 2016 fue designado para los torneo masculino de los Juegos Olímpicos de Río de Janeiro 2016.
El 29 de marzo de 2018, la FIFA dio a conocer los jueces encargados de impartir justicia en la Copa Mundial de Rusia 2018. En la nómina, por primera vez en la historia del arbitraje argentino, una misma terna fue designada para más de un Mundial. Al igual que en 2014, Pitana como árbitro principal fue de la partida, junto a Hernán Maidana y Juan Pablo Belatti. A pesar de que el colegiado misionero en 2017 tuvo un año con muchas polémicas, la federación madre del fútbol volvió a escogerlo para la máxima cita futbolística.
A dos días del inicio del certamen, en conferencia de prensa, la FIFA informó que Néstor Pitana, junto a Maidana y Belatti, eran los encargados de abrir el torneo, designándolos para el partido entre Rusia y Arabia Saudita. De esta manera se convirtió en el tercer árbitro argentino encargado de abrir un Mundial, tras Ángel Coerezza y Horacio Elizondo. En dicha conferencia, el famoso excolegiado y actual encargado del Comité Arbitral de la FIFA Pierluigi Collina comentó: «Pitana es una roca. No queremos que los jugadores acosen a los árbitros y que vayan sobre el juez. Bueno, eso es lo que no va a suceder en el primer partido, porque Pitana es una roca».
El 12 de julio, la FIFA dio a conocer que Pitana, junto a Maidana y Belatti, serían los encargados de impartir justicia en el partido final, entre Francia y Croacia. Fue el segundo colegiado argentino en arbitrar la final, y al igual que Elizondo en 2006, también repitió el hecho de dirigir el primer y último partido del certamen.
| 15 de julio de 2018, 18:00 | Francia                                                              | 4:2 (2:1) | Croacia                     | Estadio Olímpico Luzhnikí, Moscú | |
|                            | Mandžukić 18' (a.g.) · Griezmann 38' (pen.) · Pogba 59' · Mbappé 65' | Reporte   | Perišić 28' · Mandžukić 69' | Asistencia: 78 011 espectadores Árbitro(s): Néstor Pitana Árbitros asistentes: Hernán Maidana y Juan Pablo Belatti Cuarto oficial: Bjorn Kuipers Quinto oficial: Erwin Zeinstra VAR: Massimiliano Irrati Asistentes VAR: Mauro Vigliano, Carlos Astroza y Danny Makkelie | Asistencia: 78 011 espectadores Árbitro(s): Néstor Pitana Árbitros asistentes: Hernán Maidana y Juan Pablo Belatti Cuarto oficial: Bjorn Kuipers Quinto oficial: Erwin Zeinstra VAR: Massimiliano Irrati Asistentes VAR: Mauro Vigliano, Carlos Astroza y Danny Makkelie |

## Polémicas arbitrales
El arbitraje en el país ha tenido a lo largo de los años muchos hechos polémicos que fueron históricos, tildados de «escandalosos» por la prensa, debido a los protagonistas implicados, las instancias de juego o la repercusión que se generó tras desaciertos arbitrales.
En 1992, Javier Castrilli, uno de los colegiados más polémicos de la historia del país, expulsó a cuatro jugadores de River Plate, que perdió por cinco tantos contra cero. Un año más tarde, en un Talleres-River, tras la sanción de un penal, los jugadores intentaron agredirlo, hecho que provocó la suspensión del partido que ya contaba por entonces con cinco expulsiones. En 1996, hubo otro hecho que tuvo como protagonista al mismo árbitro. En uno de los encuentros más recordados de la década del 90, Vélez recibió a Boca que comenzó en ventaja. El local llegaría al empate tras una jugada en donde la pelota no había pasado completamente la línea, lo que provocó protestas de todo Boca. El juez, por reiteradas protestas, expulsó a los 49' del primer tiempo a Diego Maradona que tardó unos minutos en salir. Mientras tanto, hinchas visitantes rompieron un alambrado, y el árbitro rodeado por periodistas y policías que habían invadido el campo, informó que el partido se suspendía «si algún hincha se colgaba». Minutos más tarde, se dio la tan famosa escena. A los 60' del primer tiempo, Maradona, cara a cara le pedía que le contestase «por favor que somos seres humanos tenemos derecho a que nos hablen que nos den una explicación», ya que Castrilli no respondía. Luego, Navarro Montoya lo frenó con un: «Tranquilo Diego no te va a contestar nada».
Durante la Promoción 2001 entre Argentinos Juniors e Instituto de Córdoba, Fabián Madorrán no convalidó un gol lícito de Federico Insúa, lo que provocó, al finalizar el partido protestas de todo el equipo. Al instante de pitar el final del encuentro, el colegiado salió corriendo desencajado —a pesar de ser increpado por parte del cuerpo técnico local, policía y sus asistentes— y expulsó al jugador Herrón, provocando aún más el enojo de los miembros del «Bicho colorado». El árbitro durante ese momento fue agredidio físicamente, declarando días después que «tenía ganas de pegarle a algunos de los jugadores».
En 2006, Daniel Giménez, apodado «el Sargento», de perfil muy polémico también, fue amenazado en el entretiempo de un Gimnasia y Esgrima de La Plata-Boca en el que el local ganaba 1:0. Un año más tarde, en Quilmes-River por el Clausura 2007, convalidó un gol de Ariel Ortega con la mano casi en el final del partido, lo que generó mucha bronca del equipo local. Es recordado además de por su pasado como militar, por haber desobedecido una orden de homenajear con un minuto de silencio a las víctimas del terrorismo de Estado en dicho país.
Gabriel Brazenas fue designado para el encuentro que, por la decimonovena fecha, definía el campeón del Clausura 2009 entre Vélez y Huracán. En un partido extraño, que contó con caída de granizo, el árbitro le anuló mal un gol a Huracán y hubo falta de Joaquín Larrivey sobre Gastón Monzón en el decisivo tanto de Maximiliano Moralez; además, no le cobró un penal a Vélez, y no pudo evitar disturbios en el final entre los jugadores, ni entre el entrenador del Globo, Ángel Cappa, y miembros del club local. El partido culminó a los 105' con una invasión de campo de parte de la parcialidad velezana.
En 2012, Diego Abal fue protagonista de un hecho causal para que después se modifique el reglamento de fútbol. Atacaba Colón frente en cancha de San Lorenzo y un remate que había pegado en un jugador local hizo confundir la jugada. El rebote cayó en los pies de Federico Higuaín que estaba en posición de fuera de juego. Ante esa situación, el asistente Julio Fernández levantó la bandera para anular la jugada pero el colegiado, dejó seguir. Los de San Lorenzo se quedaron parados pero no los de Colón: Higuaín le dio un pase a Garcé que aprovechó para poner el 1 a 1, sin resistencia ni jugadores que lo marcaran. Esto provocó varios disturbios en el campo de juego y la suspensión del árbitro por algunos partidos.
Dos años más tarde, Andrés Merlos fue el encargado de arbitrar un encuentro entre Lanús y Arsenal de Sarandí. Ganaba la visita 2 a 1 y el juez adiccionó cinco minutos, en los que el local empató, ya cumplido ese tiempo, y expulsó a Martín Palermo y Roberto Abbondanzieri —cuerpo técnico de Arsenal—, por protestar la medida. Luego, sin necesidad dio un minúto más en el que llegó el tercero de Lanús, con una evidente mano previo al remate de gol. La visita invadió la cancha y lo fue a golpear al juez, que se salvó por la policía. Fue sancionado y descendido de categoría por unos meses.
Diego Ceballos fue el encargado de arbitrar la Final de la Copa Argentina 2015 en la cual Boca venció 2 a 0 a Rosario Central. El juez influyó en el resultado, ya que cobró dentro del área una falta sobre Gino Peruzzi que fue afuera del mismo, a casi un metro de distancia, a pesar de estar bien posicionado y visualmente sin obstáculos. Sobre el final del encuentro, Chávez marcó en posición adelantada el dos a cero definitivo. El árbitro tras el penal, no pudo llevar correctamente el partido, teniendo errores en contra de ambos equipos. Días más tarde, fue dado de baja como colegiado internacional y desde entonces, no ha vuelto a dirigir en la máxima categoría del fútbol argentino.

## Los dos sindicatos
Los colegiados argentinos están nucleados dentro de dos grandes sindicatos: el SADRA —Sindicato de Árbitros Deportivos de la República Argentina— y la AAA —Asociación Argentina de Árbitros—. El primer grupo, que hoy posee en la elite trece representantes, está conformada por árbitros de la Provincia de Buenos Aires y del interior del país. La segunda, más longeva en cuanto a tiempo, posee once árbitros en la actualidad, provenientes de la Ciudad de Buenos Aires y del conurbano. Por primera vez, hay un árbitro independiente de ambos gremios, pero empleado de River, como es el caso de Pablo Lunati, que estuvo un tiempo sin dirigir por problemas fiscales.
El primero de los sindicatos en crearse fue la Asociación Argentina de Árbitros, que lo hizo en 1965, siendo el único en el ambiente por varios años. Sin embargo, a mediados de los ochenta, más precisamente en 1988, la AFA alentó la creación de un nuevo gremio, el SADRA. Esto, generó que la relación entre el primer grupo y la institución madre del fútbol argentino tengan una relación complicada la cual ha sido conflictiva a lo largo de las décadas y que aún se mantiene. De hecho, el por entonces presidente de la Asociación del Fútbol Argentino Julio Grondona una vez declaró en un programa de televisión que «haber creado otro sindicato fue la mayor realización de mi vida». Por muchos años, existió una interna que dividió a los árbitros, ya que el SADRA resultó funcional a la política de la patronal y en contrapartida, la AAA había quedado rezagada.

## Reestructuración 2017
A comienzos de diciembre de 2016, el Comité de Regularización de la AFA —que la FIFA normaliza— nombró al ex árbitro Horacio Elizondo como director de la Dirección de Arbitraje Nacional, acompañado del también colegiado mundialista Ángel Sánchez y Marcelo Habib. Este hecho, significó la vuelta de Elizondo a la casa mayor del fútbol de su país, tras su renuncia como director de la Dirección de Formación Arbitral en 2009, por diferencias por entonces con la AFA.
Como ejes de la nueva reestructuración propuesta para el arbitraje nacional, el ex árbitro manifestó que la idea es lograr trabajar en equipo y que las decisiones no sean tomadas por una sola persona. A su vez, también comentó que «nuestra labor será supervisar todo lo que tenga que ver con el arbitraje nacional» y que se encargarán de capacitar, informar y designar.
El nuevo equipo propuso, entre otras cosas, un relevamiento del arbitraje en todo el país, disciplinas y categorías; concentración de todas las actividades, incluso administrativas, en Ezeiza; cambio en el sistema de designaciones; integración del arbitraje femenino; pretemporada, siete días intensivos; convenio con la URBA y la UAR para intercambio con árbitros de rugby: su método de autoevaluación y su experiencia con la tecnología; desarrollo del video ref, estar listos para su implementación; consolidación de equipos arbitrales; conferencias de prensa del árbitro tras los partidos; publicación de las jugadas polémicas de la fecha con el pronunciamiento de la Dirección sobre los fallos.

## Árbitros argentinos en competencias de la FIFA

### Participaciones en laCopa Mundial de la FIFA
A lo largo de la historia de los mundiales, el país contó (hasta Rusia 2018) con catorce representantes en dieciséis ediciones en la máxima cita del fútbol, en un total de 22 mundiales. Hasta la última Copa Mundial de la FIFA, 39 partidos fueron arbitrados por colegiados argentinos, siendo Néstor Pitana con nueve quien más lo hizo, seguido por Horacio Elizondo con cinco. Estos dos últimos colegiados tienen la particularidad de que ambos, en Rusia 2018 y Alemania 2006 respectivamente, arbitraron tanto el partido inaugural como la final de la copa del mundo.
Mauro Vigliano, en Rusia 2018, se convirtió en el primer árbitro en la historia que asistió a un colegiado en el campo de juego desde el VAR, en un partido correspondiente a la fase de grupo. A su vez, también fue partícipe del equipo arbitral de la final, como AVAR (árbitro asistente al VAR).
El 19 de mayo de 2022 la FIFA anunció la lista de árbitros para Catar 2022. Por primera vez en la historia, Argentina tendrá dos colegiados principales en representación: Facundo Tello y Fernando Rapallini. A su vez, el equipo nacional contará con la presencia de los asistentes Juan Pablo Belatti —igualará a Hernán Maidana con 3 Copas Mundiales de la FIFA—, y los primerizos Diego Bonfá, Ezequiel Brailovsky y Gabriel Chade. Además, repetirá Mauro Vigliano su participación como VAR.
| #                  | Sede                  | Árbitro                                | PD.                                    | Fases de la Copa Mundial de la FIFA    | Fases de la Copa Mundial de la FIFA    | Fases de la Copa Mundial de la FIFA    | Fases de la Copa Mundial de la FIFA    | Fases de la Copa Mundial de la FIFA    | Fases de la Copa Mundial de la FIFA    | Árbitros asistentes                                                                        |
| #                  | Sede                  | Árbitro                                | PD.                                    | PR.                                    | 8.º                                    | 4.º                                    | SF.                                    | TP.                                    | Fin.                                   | Árbitros asistentes                                                                        |
| ------------------ | --------------------- | -------------------------------------- | -------------------------------------- | -------------------------------------- | -------------------------------------- | -------------------------------------- | -------------------------------------- | -------------------------------------- | -------------------------------------- | ------------------------------------------------------------------------------------------ |
| 1                  | Uruguay 1930          | Bartolomé Macías                       | 2                                      | 2                                      |                                        |                                        |                                        |                                        |                                        |                                                                                            |
|                    | Italia 1934           | No hubo ningún representante argentino | No hubo ningún representante argentino | No hubo ningún representante argentino | No hubo ningún representante argentino | No hubo ningún representante argentino | No hubo ningún representante argentino | No hubo ningún representante argentino | No hubo ningún representante argentino | No hubo ningún representante argentino                                                     |
| Francia 1938       |                       | No hubo ningún representante argentino | No hubo ningún representante argentino | No hubo ningún representante argentino | No hubo ningún representante argentino | No hubo ningún representante argentino | No hubo ningún representante argentino | No hubo ningún representante argentino | No hubo ningún representante argentino | No hubo ningún representante argentino                                                     |
| Brasil 1950        |                       | No hubo ningún representante argentino | No hubo ningún representante argentino | No hubo ningún representante argentino | No hubo ningún representante argentino | No hubo ningún representante argentino | No hubo ningún representante argentino | No hubo ningún representante argentino | No hubo ningún representante argentino | No hubo ningún representante argentino                                                     |
| Suiza 1954         |                       | No hubo ningún representante argentino | No hubo ningún representante argentino | No hubo ningún representante argentino | No hubo ningún representante argentino | No hubo ningún representante argentino | No hubo ningún representante argentino | No hubo ningún representante argentino | No hubo ningún representante argentino | No hubo ningún representante argentino                                                     |
| 2                  | Suecia 1958           | Juan Brozzi                            | 2                                      | 1                                      |                                        |                                        |                                        | 1                                      |                                        |                                                                                            |
|                    | Chile 1962            | No hubo ningún representante argentino | No hubo ningún representante argentino | No hubo ningún representante argentino | No hubo ningún representante argentino | No hubo ningún representante argentino | No hubo ningún representante argentino | No hubo ningún representante argentino | No hubo ningún representante argentino | No hubo ningún representante argentino                                                     |
| 3                  | Inglaterra 1966       | Roberto Goicoechea                     | 1                                      | 1                                      |                                        |                                        |                                        |                                        |                                        |                                                                                            |
| 4                  | México 1970           | Ángel Coerezza                         | 2                                      | 1                                      |                                        | 1                                      |                                        |                                        |                                        |                                                                                            |
| 5                  | Alemania Federal 1974 | Luis Pestarino                         | 1                                      | 1                                      |                                        |                                        |                                        |                                        |                                        |                                                                                            |
| 4                  | Argentina 1978        | Ángel Coerezza                         | 1                                      | 1                                      |                                        |                                        |                                        |                                        |                                        |                                                                                            |
| 6                  | España 1982           | Arturo Ithurralde                      | 1                                      | 1                                      |                                        |                                        |                                        |                                        |                                        |                                                                                            |
| 7                  | México 1986           | Carlos Espósito                        | 2                                      | 1                                      | 1                                      |                                        |                                        |                                        |                                        |                                                                                            |
| 8                  | Italia 1990           | Juan Carlos Loustau                    | 3                                      | 2                                      | 1                                      |                                        |                                        |                                        |                                        |                                                                                            |
| 9                  | Estados Unidos 1994   | Francisco Lamolina                     | 2                                      | 2                                      |                                        |                                        |                                        |                                        |                                        | Ernesto Tabi                                                                               |
| 10                 | Francia 1998          | Javier Castrilli                       | 2                                      | 1                                      | 1                                      |                                        |                                        |                                        |                                        | Claudio Rossi                                                                              |
| 11                 | Corea-Japón 2002      | Ángel Sánchez                          | 2                                      | 2                                      |                                        |                                        |                                        |                                        |                                        | Jorge Rattalino                                                                            |
| 12                 | Alemania 2006         | Horacio Elizondo                       | 5                                      | 3                                      |                                        | 1                                      |                                        |                                        | 1                                      | Darío García y Rodolfo Otero                                                               |
| 13                 | Sudáfrica 2010        | Héctor Baldassi                        | 4                                      | 3                                      | 1                                      |                                        |                                        |                                        |                                        | Hernán Maidana y Ricardo Casas                                                             |
| 14                 | Brasil 2014           | Néstor Pitana                          | 4                                      | 3                                      |                                        | 1                                      |                                        |                                        |                                        | Hernán Maidana y Juan Pablo Belatti                                                        |
| 14                 | Rusia 2018            | Néstor Pitana                          | 5                                      | 2                                      | 1                                      | 1                                      |                                        |                                        | 1                                      | Hernán Maidana y Juan Pablo Belatti; Mauro Vigliano (VAR)                                  |
| 15                 | Catar 2022            | Facundo Tello Figueroa                 |                                        |                                        |                                        |                                        |                                        |                                        |                                        | Juan Pablo Belatti, Diego Bonfá, Ezequiel Brailovsky y Gabriel Chade; Mauro Vigliano (VAR) |
| 16                 | Catar 2022            | Fernando Rapallini                     |                                        |                                        |                                        |                                        |                                        |                                        |                                        | Juan Pablo Belatti, Diego Bonfá, Ezequiel Brailovsky y Gabriel Chade; Mauro Vigliano (VAR) |
| Total en mundiales | Total en mundiales    | Total en mundiales                     | 39                                     | 27                                     | 5                                      | 5                                      | 0                                      | 1                                      | 2                                      |                                                                                            |

- Arbitró el partido inaugural de la competición.

### Participaciones enCopa FIFA Confederaciones
En la Copa FIFA Confederaciones, la Argentina solo ha tenido tres equipos arbitrales representantes, que fueron los que encabezaron Castrilli en 1995, Abal en 2013 y Pitana en 2017.
| #                             | Sede                          | Árbitro                                | PD.                                    | Fases de la Copa Confederaciones       | Fases de la Copa Confederaciones       | Fases de la Copa Confederaciones       | Fases de la Copa Confederaciones       |
| #                             | Sede                          | Árbitro                                | PD.                                    | PR.                                    | SF.                                    | TP.                                    | Fin.                                   |
| ----------------------------- | ----------------------------- | -------------------------------------- | -------------------------------------- | -------------------------------------- | -------------------------------------- | -------------------------------------- | -------------------------------------- |
|                               | Arabia Saudita 1992           | No hubo ningún representante argentino | No hubo ningún representante argentino | No hubo ningún representante argentino | No hubo ningún representante argentino | No hubo ningún representante argentino | No hubo ningún representante argentino |
| Arabia Saudita 1995           |                               | No hubo ningún representante argentino | No hubo ningún representante argentino | No hubo ningún representante argentino | No hubo ningún representante argentino | No hubo ningún representante argentino | No hubo ningún representante argentino |
| 1                             | Arabia Saudita 1997           | Javier Castrilli                       | 2                                      | 2                                      |                                        |                                        |                                        |
|                               | México 1999                   | No hubo ningún representante argentino | No hubo ningún representante argentino | No hubo ningún representante argentino | No hubo ningún representante argentino | No hubo ningún representante argentino | No hubo ningún representante argentino |
| Corea-Japón 2001              |                               | No hubo ningún representante argentino | No hubo ningún representante argentino | No hubo ningún representante argentino | No hubo ningún representante argentino | No hubo ningún representante argentino | No hubo ningún representante argentino |
| Francia 2003                  |                               | No hubo ningún representante argentino | No hubo ningún representante argentino | No hubo ningún representante argentino | No hubo ningún representante argentino | No hubo ningún representante argentino | No hubo ningún representante argentino |
| Alemania 2005                 |                               | No hubo ningún representante argentino | No hubo ningún representante argentino | No hubo ningún representante argentino | No hubo ningún representante argentino | No hubo ningún representante argentino | No hubo ningún representante argentino |
| Sudáfrica 2009                |                               | No hubo ningún representante argentino | No hubo ningún representante argentino | No hubo ningún representante argentino | No hubo ningún representante argentino | No hubo ningún representante argentino | No hubo ningún representante argentino |
| 2                             | Brasil 2013                   | Diego Abal                             | 1                                      | 1                                      |                                        |                                        |                                        |
| 3                             | Rusia 2017                    | Néstor Pitana                          | 2                                      | 1                                      | 1                                      |                                        |                                        |
| Total en Copa Confederaciones | Total en Copa Confederaciones | Total en Copa Confederaciones          | 5                                      | 4                                      | 1                                      | 0                                      | 0                                      |

### Participaciones enCopa Árabe de la FIFA
| #                              | Sede                           | Árbitro                        | PD. | Fases de la Copa Confederaciones | Fases de la Copa Confederaciones | Fases de la Copa Confederaciones | Fases de la Copa Confederaciones |
| #                              | Sede                           | Árbitro                        | PD. | PR.                              | SF.                              | TP.                              | Fin.                             |
| ------------------------------ | ------------------------------ | ------------------------------ | --- | -------------------------------- | -------------------------------- | -------------------------------- | -------------------------------- |
| 1                              | Catar 2021                     | Facundo Tello Figueroa         | 3   | 2                                |                                  | 1                                |                                  |
| Total en Copa Árabe de la FIFA | Total en Copa Árabe de la FIFA | Total en Copa Árabe de la FIFA | 3   | 2                                | 0                                | 1                                | 0                                |

## Colegiados argentinos en torneos de laConmebolyUEFA

### Participaciones en laCopa América
La Argentina estuvo representada en 39 de las 45 ediciones que ha tenido el torneo de selecciones más antiguo del mundo, la Copa América. A lo largo de esos certámenes, fueron treinta los árbitros que participaron, siendo Bartolomé Macías con cuatro, quien más torneos dirigió, entre 1941 y 1946. Entre todas las ediciones hasta Chile 2015, 116 cotejos fueron arbitrados por referís argentinos. Juan Pedro Barbera, fue el árbitro del partido definitorio de 1919, entre Brasil y Uruguay, que se convirtió en la final más larga de la historia, con 150' de juego, tras tres prórrogas luego de los noventa minutos reglamentarios; el encuentro terminó 1:0 a favor de la Verdeamarela.
Juan Carlos y Patricio Loustau en 2016 se convirtieron en el primer caso de padre e hijo argentinos que estuvieron como árbitros en la máxima cita de fútbol del continente americano. El primero, participó en las ediciones de 1983, 1989 y 1991, mientras que su hijo lo hizo en el certamen especial por el aniversario de la competición, en Estados Unidos 2016.
| #         | Sede              | Árbitro                                | PD.                                    |
| --------- | ----------------- | -------------------------------------- | -------------------------------------- |
| 1         | Sudamericano 1916 | Hugo Gronda                            | 1                                      |
| 2         | Sudamericano 1917 | Germán Guassone                        | 2                                      |
| 3         | Sudamericano 1919 | Juan Pedro Barbera                     | 2                                      |
|           | Sudamericano 1920 | No hubo ningún representante argentino | No hubo ningún representante argentino |
| 4         | Sudamericano 1921 | Gerónimo Rapossi                       | 1                                      |
| 5         | Sudamericano 1922 | Servando Pérez                         | 3                                      |
| 5         | Sudamericano 1923 | Servando Pérez                         | 3                                      |
| 5         | Sudamericano 1924 | Servando Pérez                         | 1                                      |
| 4         | Sudamericano 1925 | Gerónimo Rapossi                       | 2                                      |
| 3         | Sudamericano 1926 | Juan Pedro Barbera                     | 1                                      |
| 6         | Sudamericano 1926 | Luis Gallieri                          | 1                                      |
| 7         | Sudamericano 1927 | Consolato Nay Foino                    | 1                                      |
| 8         | Sudamericano 1929 | José Galli                             | 2                                      |
| 9         | Sudamericano 1935 | Eduardo Forte                          | 1                                      |
| 10        | Sudamericano 1937 | Bartolomé Macías                       | 5                                      |
| 10        | Chile 1941        | Bartolomé Macías                       | 4                                      |
| 10        | Uruguay 1942      | Bartolomé Macías                       | 6                                      |
| 10        | Chile 1945        | Bartolomé Macías                       | 6                                      |
| 10        | Argentina 1946    | Bartolomé Macías                       | 4                                      |
| 11        | Ecuador 1947      | Juan José Álvarez                      | 8                                      |
|           | Brasil 1949       | No hubo ningún representante argentino | No hubo ningún representante argentino |
| Perú 1953 |                   | No hubo ningún representante argentino | No hubo ningún representante argentino |
| 12        | Chile 1955        | Juan Brozzi                            | 3                                      |
| 12        | Uruguay 1956      | Juan Brozzi                            | 6                                      |
|           | Perú 1957         | No hubo ningún representante argentino | No hubo ningún representante argentino |
| 13        | Argentina 1959    | Luis Ventre                            | 3                                      |
| 14        | Ecuador 1959      | José Luis Praddaude                    | 3                                      |
| 13        | Bolivia 1963      | Luis Ventre                            | 4                                      |

| #                                              | Sede                                           | Árbitro                                        | PD. |
| ---------------------------------------------- | ---------------------------------------------- | ---------------------------------------------- | --- |
| 15                                             | Uruguay 1967                                   | Roberto Goicoechea                             | 2   |
| 16                                             | Copa América 1975                              | Alberto Ducatelli                              | 1   |
| 17                                             | Copa América 1975                              | Arturo Ithurralde                              | 2   |
| 18                                             | Copa América 1975                              | Miguel Comesaña                                | 3   |
| 19                                             | Copa América 1979                              | Carlos Espósito                                | 3   |
| 20                                             | Copa América 1979                              | Abel Gnecco                                    | 1   |
| 21                                             | Copa América 1983                              | Teodoro Nitti                                  | 1   |
| 22                                             | Copa América 1983                              | Jorge Eduardo Romero                           | 1   |
| 17                                             | Copa América 1983                              | Arturo Ithurralde                              | 1   |
| 23                                             | Copa América 1983                              | Juan Carlos Loustau                            | 1   |
| 24                                             | Argentina 1987                                 | Francisco Lamolina                             | 1   |
| 23                                             | Brasil 1989                                    | Juan Carlos Loustau                            | 3   |
| 23                                             | Chile 1991                                     | Juan Carlos Loustau                            | 3   |
| 24                                             | Ecuador 1993                                   | Francisco Lamolina                             | 2   |
| 25                                             | Uruguay 1995                                   | Javier Castrilli                               | 2   |
| 26                                             | Bolivia 1997                                   | Horacio Elizondo                               | 2   |
| 27                                             | Colombia 2001                                  | Ángel Sánchez                                  | 3   |
| 28                                             | Perú 2004                                      | Héctor Baldassi                                | 3   |
| 29                                             | Venezuela 2007                                 | Sergio Pezzotta                                | 3   |
| 29                                             | Argentina 2011                                 | Sergio Pezzotta                                | 3   |
| 30                                             | Chile 2015                                     | Néstor Pitana                                  | 2   |
| 31                                             | Estados Unidos 2016                            | Patricio Loustau                               | 3   |
| 30                                             | Brasil 2019                                    | Néstor Pitana                                  | 2   |
| 31                                             | Brasil 2019                                    | Patricio Loustau                               | 1   |
| 32                                             | Brasil 2019                                    | Fernando Rapallini                             | 1   |
| 30                                             | Brasil 2021                                    | Néstor Pitana                                  | 2   |
| 31                                             | Brasil 2021                                    | Patricio Loustau                               | 3   |
| Total en Sudamericano de Naciones/Copa América | Total en Sudamericano de Naciones/Copa América | Total en Sudamericano de Naciones/Copa América | 128 |

- Arbitró el partido final de copa.

### Finales de la Copa Libertadores
Hasta la edición de 2015, hubo once árbitros argentinos que tuvieron la responsabilidad de arbitrar una final de Copa Libertadores de América, tanto en partidos de primera o segunda vuelta, o en ciertas ocasiones, partidos de desempate. Entre los once árbitros, estuvieron en 17 finales llaves sobre un total de 56 ediciones. Teniendo en cuenta que equipos de Argentina participaron en 34 de esas llaves finales, el arbitraje argentino está muy bien visto por parte de la Conmebol.
El primero fue José Luis Pradduade, quien además arbitró las dos primeras ediciones del certamen, las de 1960 y 1961, bajo el nombre de Copa de Campeones de América, con triunfo en ambas de Peñarol de Uruguay. Goicochea, años más tarde, estuvo en la final de ida del 66.
Durante los ochenta, hubo cinco referís argentinos en la final. Jorge Romero estuvo en la final ida de 1980 y en la vuelta de la edición del 82. Carlos Espósito en el primer partido de la llave de la Copa Libertadores 1981, Calabria en la vuelta de 1987 y Juan Carlos Loustau en el definitorio de la trigésima copa, la de 1989.
Tras casi doce años sin argentinos en una final, la Conmebol designó a Javier Castrilli para las ediciones de 1997 y 1998, ambas para el partido de vuelta, con victoria uruguaya; primero Peñarol y luego Nacional. Durante la primera década del siglo XXI, hubo solo dos colegiados para cinco finales. En Copa Libertadores 2002 —ida—, 2005 y 2006 —vuelta—, fue el mundialista Horacio Elizondo quien estuvo a cargo. En su primera copa fue el paraguayo Olimpia el campeón; en las dos siguiente, dos escuadras brasileras, São Paulo e Internacional. En 2008 y en 2010, el designado fue Héctor Baldassi.
En la Copa Libertadores 2011, Sergio Pezzota estuvo en la victoria por 2:1 de Santos sobre Peñarol que significó el tercer título para el equipo brasilero. Por último, por la final de ida de la edición del 2013, el seleccionado fue el misionero Néstor Pitana.
En 2016, tras dos ediciones con equipos argentinos en las finales, nuevamente un conjunto arbitral de ese país fue seleccionado para impartir justicia. El árbitro del partido de vuelta definitorio fue Néstor Pitana, quien estuvo acompañado por los árbitros asistentes Ariel Scime y Ezequiel Brailovsky, Iván Núñez como cuarto oficial, con la particular además de contar con dos árbitros asistentes adicionales —ubicados a un costado de las metas— de la misma nacionalidad, Germán Delfino y Darío Herrera.

### Finales de la Copa Sudamericana
Desde su creación en la temporada 2002, hubo solo dos árbitros argentinos en finales de la Copa Sudamericana. Al igual que con la Libertadores, es un número muy alto teniendo en cuenta que de quince ediciones (hasta la 2015) solamente en tres no hubo algún equipo de Argentina. El primero fue Héctor Baldassi que estuvo en el partido definitorio de la Copa Sudamericana 2006, que consagró campeón al Pachuca de México. El segundo fue Diego Abal, que arbitró la final de ida de la décima edición del torneo, en el año 2011.

### Finales de la Recopa Sudamericana
En el torneo que define el ganador anual entre los campeones de la Copa Libertadores y la Sudamericana, la Argentina solo ha tenido XXX representantes. Sergio Pezzotta, estuvo presente en la definición de la Recopa Sudamericana 2007, en la que se consagró por primera vez Sport Club Internacional, de Brasil. Una edición después, en la que se enfrentaron dos escuadras argentinas, Boca y Arsenal, los encargados fueron Gabriel Favale en la ida, y Saúl Laverni en la vuelta. En la Recopa Sudamericana 2012, Néstor Pitana arbitró el primer encuentro entre Santos y Universidad de Chile. En 2015, River y San Lorenzo también del mismo país fueron dirigidos por dos árbitros nacionales. Germán Delfino en la ida, y Pitana en el definitorio, que ganaría River Plate.

## Árbitros en elSuperclásico

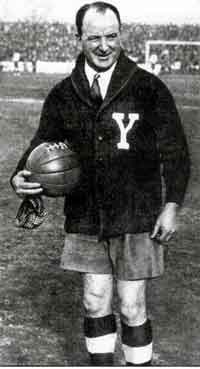
McCarthy, como árbitro, previo al comienzo de un partido.

Reconocido mundialmente por la pasión con la que se vive este espectáculo, el Superclásico es uno de los derbis más importante de todos, donde se enfrentan los dos equipos más populares del país, Boca Juniors y River Plate. Desde el primer enfrentamiento entre ambos clubes que data de la primera década del siglo XX, el arbitraje argentino está presente entre los protagonistas.[cita requerida] Curiosamente, el primer partido oficial jugado el 24 de agosto de 1913, se disputó con un árbitro de reemplazo, ya que el designado no se presentó en el estadio por lo que la iniciación se demoró casi 40 minutos, otorgándole el lugar al irlandés radicado en Argentina, Patrick McCarthy. Por lo general, este encuentro ha sido arbitrado por colegiados nacionales incluso en competiciones internacionales. Sin embargo, referís extranjeros en ciertas ocasiones han sido de la partida por diferentes circunstancias.
Debido a la envergadura de este encuentro, cada vez que se aproxima una designación se genera mucha expectativa mediática así también como entre los dirigentes de los clubes, hecho que ha generado que se elijan árbitros a dedo o que se rechacen algunas designaciones. Esto, generó que finalmente la Cobmebol decidiera que para próximos encuentros por Copa, los colegiados sean extranjeros.
A finales de 2015, la Asociación del Fútbol Argentino publicó en su sitio oficial que para los torneos de verano de 2016, se tenía pensada la implementación de dos árbitros más, los denominados árbitros asistentes adicionales. Este hecho, histórico para el arbitraje argentino, se llevó a cabo satisfactoriamente durante dichos torneos, lo que permitió que la AFA lo traslade también al terreno oficial. A partir de entonces, partidos definitorios y fechas de clásicos interzonales se disputan con la presencia de seis árbitros en cancha. El 6 de marzo de 2016, en marco de la sexta fecha del Campeonato de Primera División 2016, River y Boca jugaron en el Monumental con la particularidad que fue el primer súper oficial en la historia que contó con seis colegiados en cancha, ubicándose los adicionales a un lado de las porterías.
A lo largo de la historia, más de cien jueces han impartido justicia en el partido disputado entre ambas escuadras. La siguiente es una lista de los diez árbitros hasta el momento, que más presencias tienen en un Superclásico:
| 1                                                          | Héctor Baldassi     | 18 | 7  | 1 | 10 | 0 |
| 2                                                          | Horacio Elizondo    | 12 | 8  | 0 | 4  | 0 |
| 3                                                          | Juan Carlos Loustau | 12 | 7  | 2 | 3  | 0 |
| 4                                                          | Francisco Lamolina  | 11 | 4  | 1 | 5  | 1 |
| 5                                                          | Bartolomé Macías    | 11 | 11 | 0 | 0  | 0 |
| 6                                                          | Jorge Romero        | 10 | 3  | 2 | 5  | 0 |
| 7                                                          | Luis Pestarino      | 9  | 6  | 2 | 1  | 0 |
| 8                                                          | Roberto Barreiro    | 9  | 5  | 2 | 2  | 0 |
| 9                                                          | Ricardo Calabria    | 9  | 4  | 0 | 5  | 0 |
| 10                                                         | Carlos Espósito     | 9  | 4  | 0 | 5  | 0 |
| Actualizado al último superclásico del 21 de enero de 2018 |                     |    |    |   |    |   |

Fuente: '320 Supérclasicos', ESPN e HistoriaDeBoca

## Lista de árbitros actuales
| #                                 | F. | Cat.    | Árbitro            | G.          | Año debut | FIFA desde           | SC. | Torneos destacados | Torneos destacados | Torneos destacados | Torneos destacados | Torneos destacados | Torneos destacados | Torneos destacados |
| #                                 | F. | Cat.    | Árbitro            | G.          | Año debut | FIFA desde           | SC. | Lib.               | Sud.               | Ami.               | Otr.               | CA                 | Elim.              | CM                 |
| --------------------------------- | -- | ------- | ------------------ | ----------- | --------- | -------------------- | --- | ------------------ | ------------------ | ------------------ | ------------------ | ------------------ | ------------------ | ------------------ |
| 1                                 | A  | ex-FIFA | Néstor Pitana      | SADRA       | 2007      | 2010-2021            |     |                    |                    |                    |                    | 2015 2019 2021     | 2014 2018 2022     | 2014 2018          |
| 2                                 | A  |         | Patricio Loustau   | AAA         | 2009      | 2011-2022            |     |                    |                    |                    |                    | 2016 2019 2021     | 2018 2022          |                    |
| 3                                 | A  | ex-FIFA | Germán Delfino     | AAA         | 2010      | 2012-2019            |     |                    |                    |                    |                    |                    | 2018               |                    |
| 4                                 | A  | ex-FIFA | Silvio Trucco      | No/ex SADRA | 2011      | 2013- 2019           |     |                    |                    |                    |                    |                    | 2018               |                    |
| 5                                 | A  | ex-FIFA | Mauro Vigliano     | AAA         | 2010      | 2013-2021            |     |                    |                    |                    |                    |                    | 2018               |                    |
| 6                                 | A  |         | Fernando Rapallini | AAA         | 2011      | 2014-2023            |     |                    |                    |                    |                    | 2019               | 2018 2022          | 2022               |
| 7                                 | A  |         | Darío Herrera      | No/ex SADRA | 2013      | 2015-                |     |                    |                    |                    |                    |                    | 2018 2022          |                    |
| 8                                 | A  |         | Fernando Espinoza  | No/ex SADRA | 2015      | 2016-                |     |                    |                    |                    |                    |                    |                    |                    |
| 9                                 | A  |         | Fernando Echenique | AAA         | 2011      | 2018-2022            |     |                    |                    |                    |                    |                    |                    |                    |
| 10                                | A  |         | Facundo Tello      | No/ex SADRA | 2013      | 2019-                |     |                    |                    |                    |                    |                    | 2022               | 2022               |
| 11                                | A  | ex-FIFA | Jorge Baliño       | No/ex SADRA | 2007      | 2015-2018            |     | [ 82 ]             |                    |                    |                    |                    |                    |                    |
| 12                                | A  | ex-FIFA | Diego Abal         | AAA         | 2005      | 2008-2014; 2016-2018 |     |                    |                    |                    |                    |                    | 2014               |                    |
| 13                                | A  |         | Mariano González   | SADRA       | 2010      |                      |     |                    |                    |                    |                    |                    |                    |                    |
| 14                                | A  |         | Pedro Argañaraz    | SADRA       | 2012      |                      |     |                    |                    |                    |                    |                    |                    |                    |
| 15                                | A  |         | Andrés Merlos      | No/ex SADRA | 2013      | 2020                 |     |                    |                    |                    |                    |                    | 2022               |                    |
| 16                                | A  |         | Héctor Paletta     | AAA         | 2013      |                      |     |                    |                    |                    |                    |                    |                    |                    |
| 17                                | A  |         | Ariel Penel        | AAA         | 2014      |                      |     |                    |                    |                    |                    |                    |                    |                    |
| 18                                | A  |         | Nicolás Lamolina   | AAA         | 2014      | 2020-2023            |     |                    |                    |                    |                    |                    |                    |                    |
| 19                                | A  |         | Emanuel Ejarque    | No/ex SADRA | 2015      |                      |     |                    |                    |                    |                    |                    |                    |                    |
| 20                                | A  | ex-FIFA | Diego Ceballos     | AAA         | 2011      | 2013-2016            |     |                    |                    |                    |                    |                    |                    |                    |
| Actualizado al 19 de mayo de 2022 |    |         |                    |             |           |                      |     |                    |                    |                    |                    |                    |                    |                    |

Fuente: FIFA y FútbolYA